# 刺角瓜
刺角瓜（Cucumis metuliferus），又名非洲角黃瓜（African horned cucumber）或火参果（kiwano），为葫芦科甜瓜属植物，原產於非洲喀拉哈里沙漠，現在美国加州、密西西比州、智利、澳大利亚和新西蘭均有培植。果实有瘤刺，因此得名“角瓜”。成熟的水果有橘黄的外皮和绿色带籽的果冻状果肉，味道类似黄瓜、櫛瓜的混合味或者香蕉、黄瓜和柠檬的混合味。少量的盐或糖可以增加风味。一些人还吃皮，有非常丰富的维生素C和膳食纤维。水果还可用于烹饪，但生吃时，大多数吸出果浆和吐出种子。在津巴布韦火参果被称为gaka或gakachika，主要是用作小吃或者沙拉。在西方美食中，火参果因被认为“涩”，价格“过高”，不大使用。

## 图库

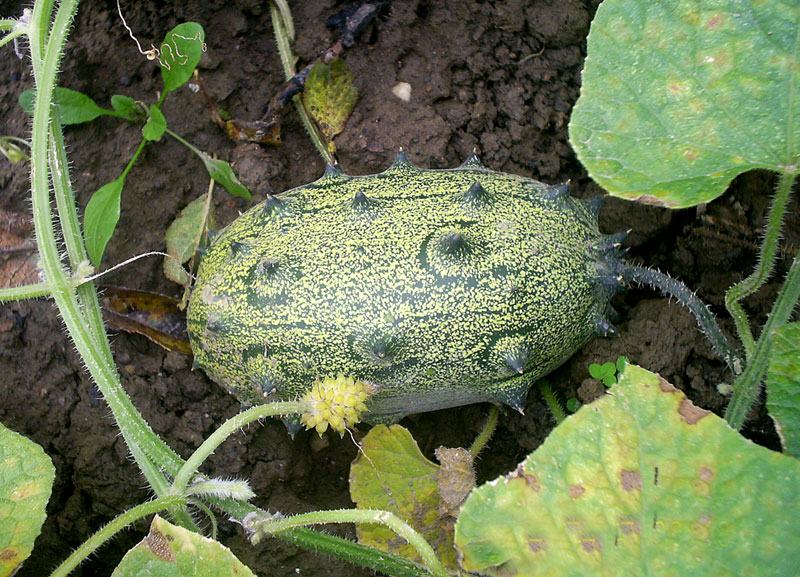
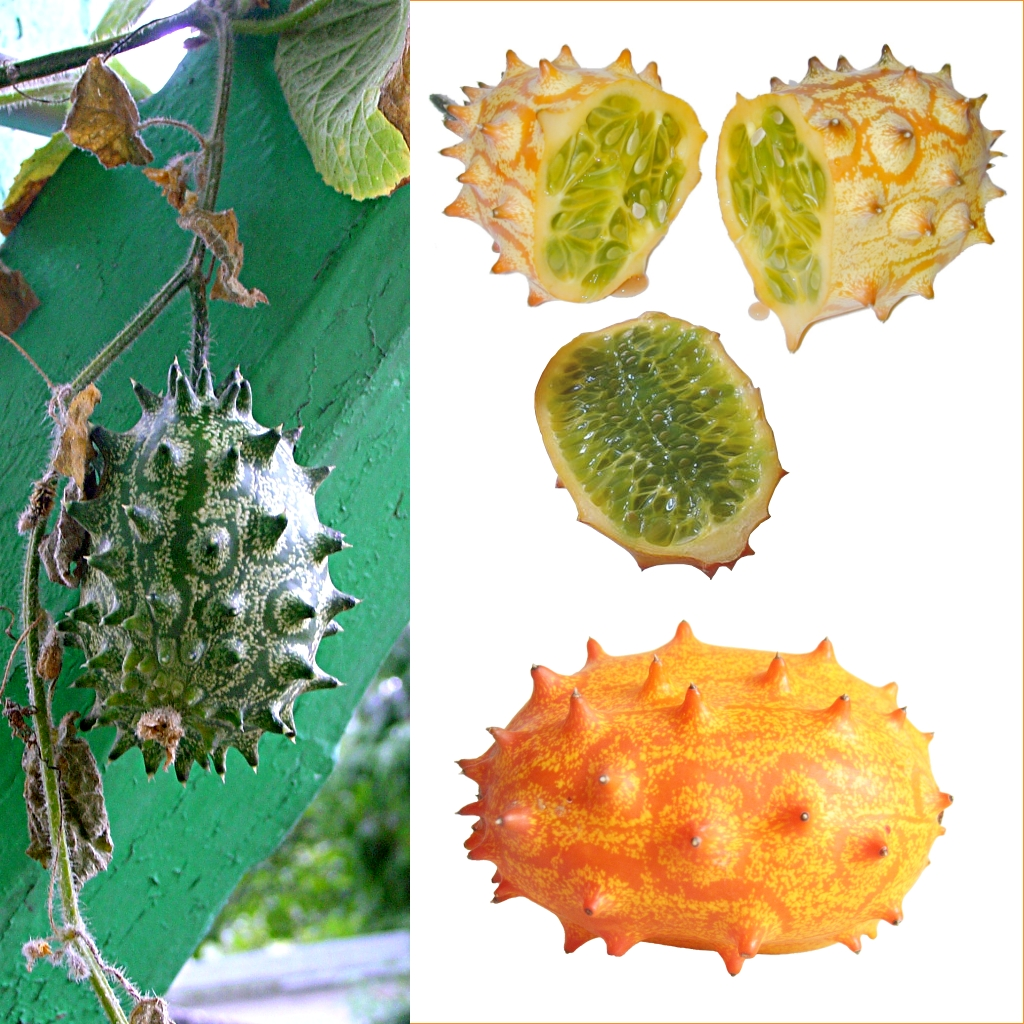
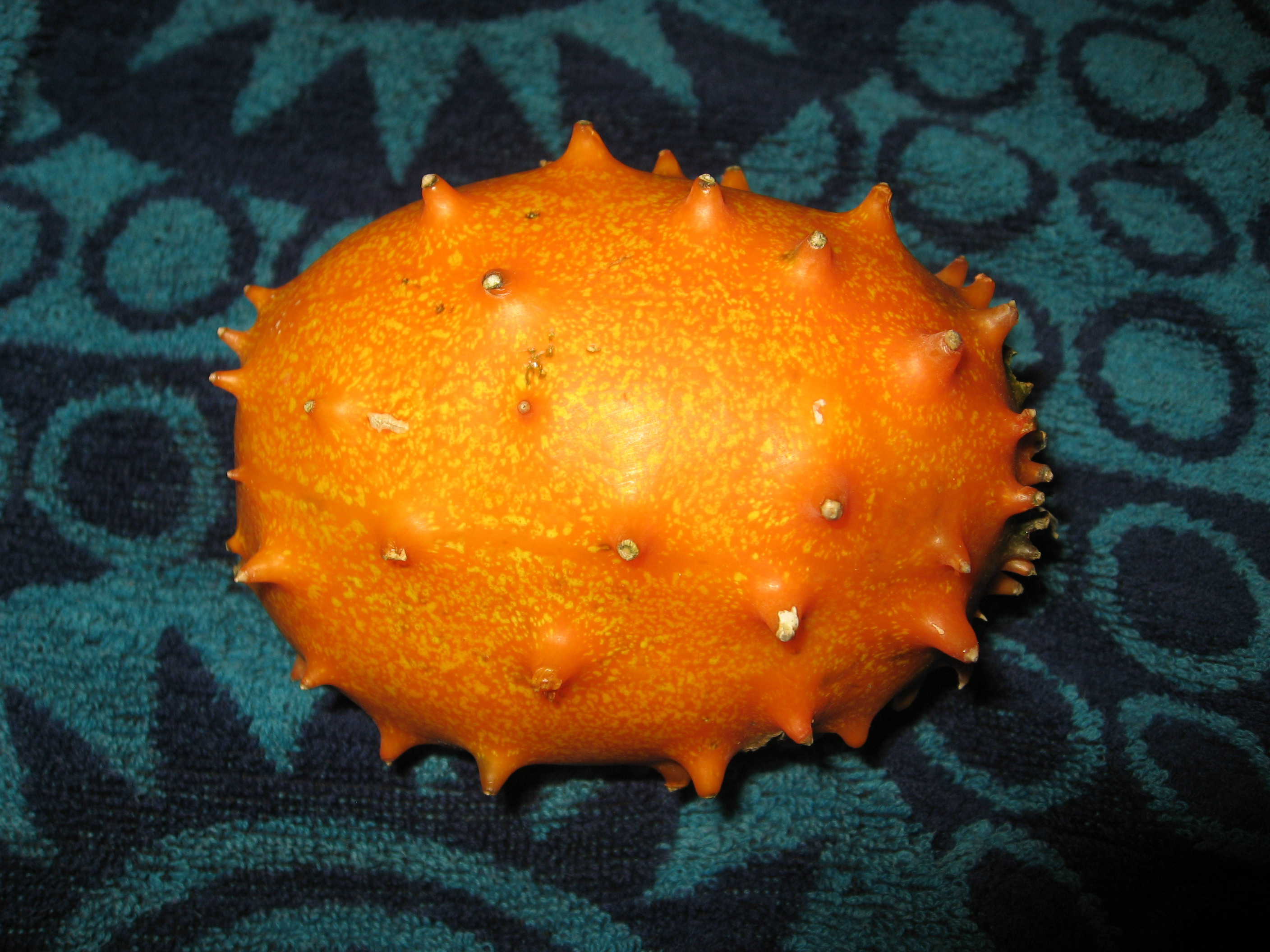
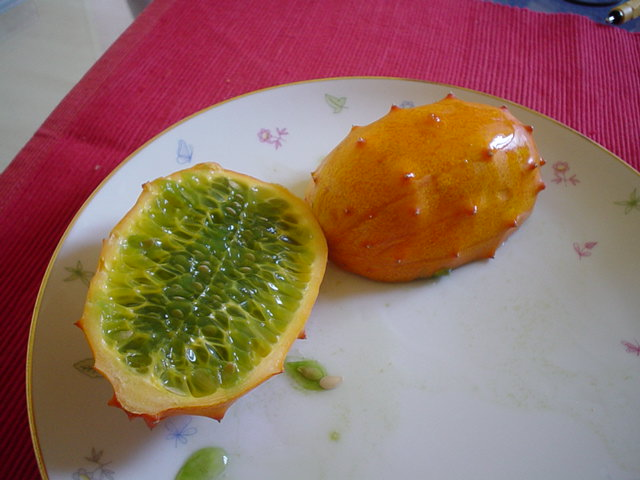
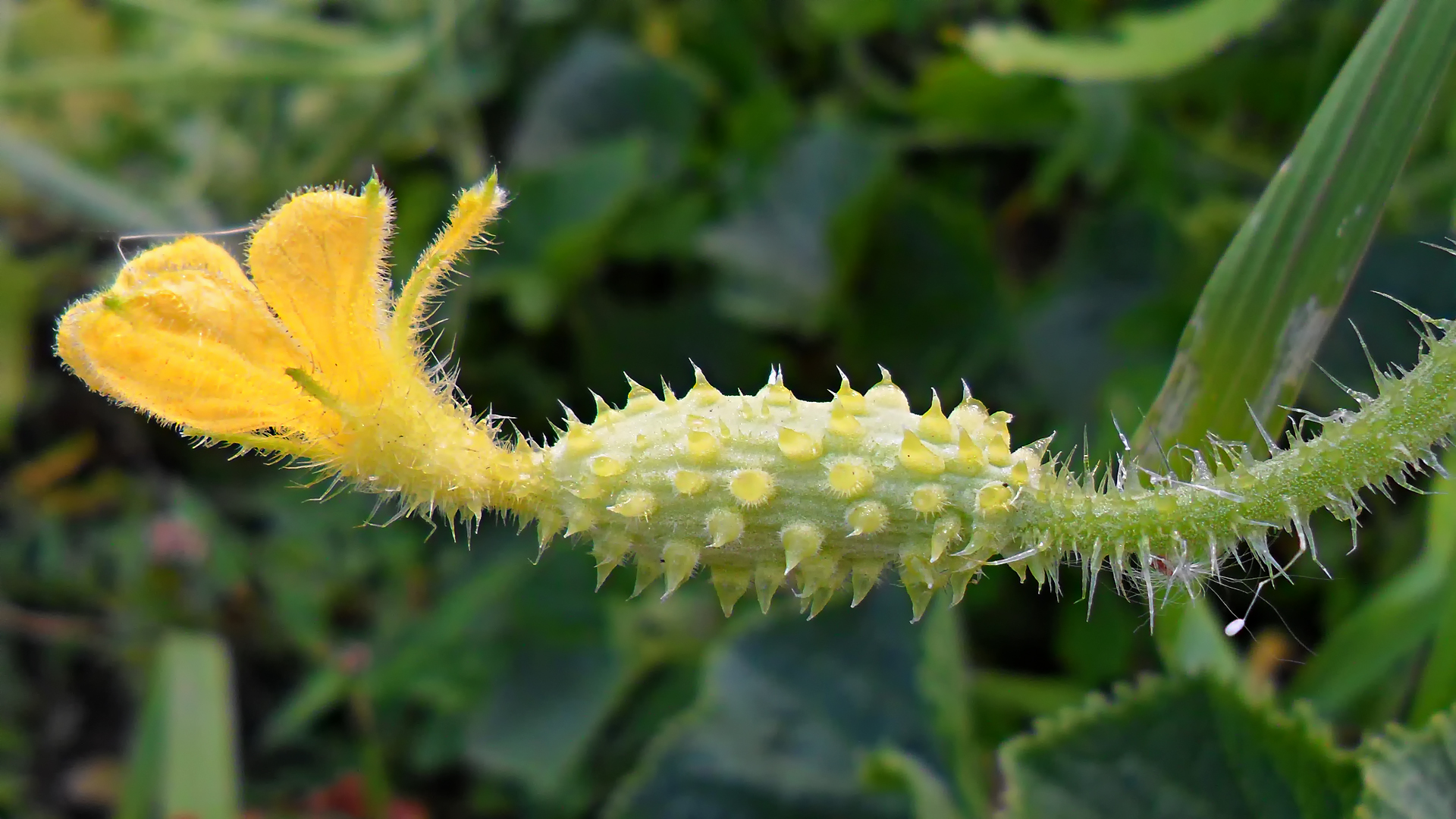

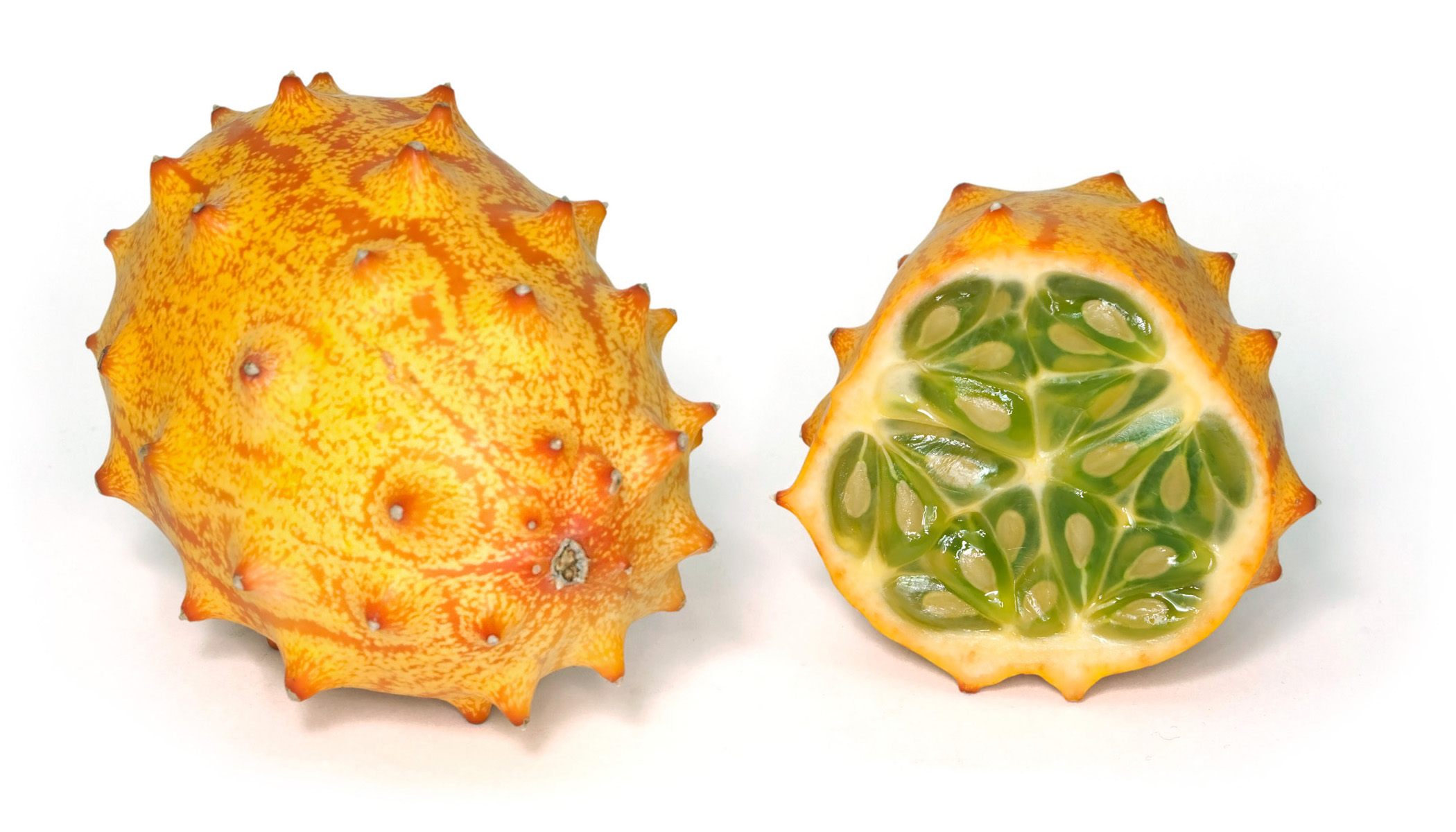